# Jalen Green
Jalen Romande Green (ur. 9 lutego 2002 w Merced) – amerykański koszykarz, występujący na pozycji rzucającego obrońcy, obecnie zawodnik Houston Rockets.
W 2017 został zaliczony do II składu debiutantów – MaxPreps Freshman All-American i nagrodzony tytułem California Interscholastic Federation Central Section Rookie of the Year. Rok później został uznany za najlepszego zawodnika II klasy szkoły średniej w kraju (MaxPreps National Sophomore of the Year).
W 2019 został zaliczony do II składu USA Today’s All-USA. Został też wybrany najlepszym zawodnikiem szkół średnich stanu Kalifornia (USA Today California Player of the Year). W 2020 został nagrodzony tytułem najlepszego sportowca szkół średnich w kraju (Sports Illustrated All-America Player of the Year). Wybrano go także go udział w spotkaniach gwiazd amerykańskich szkół średnich – McDonald’s All-American, Jordan Brand Classic, Nike Hoop Summit oraz zaliczono do I składu Naismith Boys High School All-American.
W 2021 reprezentował Houston Rockets podczas rozgrywek letniej ligi NBA.

## Osiągnięcia
Stan na 19 lutego 2023, na podstawie, o ile nie zaznaczono inaczej.
NBA
- Zaliczony do:
  - I składu debiutantów NBA (2022)[3]
  - II składu letniej ligi NBA (2021)
- Uczestnik:
  - konkursu wsadów NBA (2022)[4]
  - turnieju Rising Stars Challenge (2022[5], 2023[a])

Reprezentacja
- Mistrz:
  - świata:
    - U-19 (2019)
    - U-17 (2018)

  - Ameryki U-16 (2017)
- MVP mistrzostw świata U–17 (2018)
- Zaliczony do I składu mistrzostw świata U–17 (2018)